# بايسنقر بن يعقوب
أبو الفتح بايسنقر بن أبي المظفر يعقوب بك بن حسن قوصون بك (بالفارسية: بایسنقر بن یعقوب) وهو أحد سلاطين الآق قويونلو. حكم بعد وفاة أبيه يعقوب بن حسن قوصون في 24 ديسمبر 1490 والذي كان آخر حاكم من سلالة الآق قويونلو الذي شهد عهده الاستقرار داخل البلاد، فاستمر الصراع على العرش بعد موت يعقوب بين الأمراء حتى سقوط الآق قويونلو.
لم يطل حكم بايسنقر كثيرا فقد تصارع مع الأمراء الآخرين على الحكم حتى قتل في معركة أمام ابن عمه رستم بن مقصود بين كنجه وبردعة سنة 1492.